# Björsåkra-Bölinge
Björsåkra-Bölinge este o arie protejată (arie specială de conservare — SAC, sit de importanță comunitară — SCI) din Suedia întinsă pe o suprafață de 44,6 ha, integral pe uscat.

## Localizare
Centrul sitului Björsåkra-Bölinge este situat la coordonatele 56°19′53″N 13°11′34″E / 56.3314°N 13.1928°E.

## Înființare
Situl Björsåkra-Bölinge a fost declarat sit de importanță comunitară în ianuarie 1997 pentru a proteja un număr necunoscut de specii din flora spontană și fauna sălbatică aflate în arealul zonei. Situl a fost protejat și ca arie specială de conservare în martie 2011.

## Biodiversitate
Situată în ecoregiunea continentală, aria protejată conține 6 habitate naturale: Pajiști umede nord-atlantice cu Erica tetralix, Păduri acidofile de stejar bătrân cu Quercus robur pe câmpii nisipoase, Mlaștini turboase de tranziție și turbării mișcătoare, Păduri de fag Luzulo-Fagetum, Pajiști uscate europene, Mlaștini împădurite.
La baza desemnării sitului se află un număr nedeclarat de specii protejate.